# 田中盟子
田中 盟子（1998年12月28日 - ）は、日本のYouTuber、プロレスラー。父親はハムナプトラ田中。

## 人物
- ワールド女子プロレス・ディアナの生え抜き選手としてはSareee以来3年半ぶり2人目、2012年より川崎に拠点を移してからは初となる。また、団体初の川崎出身者でもある。当時は定時制高校に通う高校生。
- 両親・祖母・兄が2人・姉が二人・盟子・妹が一人・ペット一匹の大家族である。[1]。

## 所属
- ワールド女子プロレス・ディアナ（2014年 - 2017年）
- Marvelous（2019年 - 2021年）

## 経歴
2014年
- 3月16日、ワールド女子プロレス・ディアナの新人オーディションを受けて合格。入団のきっかけは井上京子が田中家の大家族特番を見てスカウトしたことだった。[2]
- 9月7日、ディアナ道場マッチにて公開プロテストを受け、合格[3]。
- 10月5日、ディアナ初の後楽園ホール大会にてデビュー。相手は井上京子選手代表から推薦された高橋奈苗（スターダム）となったが、19で敗れる[4]。

2015年
- 1月30日、YOUNG OH!OH! 14で長浜浩江を相手にスピアで勝利。
- 10月30日、Rt 10-Happy Halloween WAVEに参戦。優華とお互いの欠場で流れたままのCATCH THE WAVEヤングブロックOH! OH! 2015～小波女決勝戦～を行いカミカゼで勝利し第2代小波女の称号と、50万円が授与された。

2016年
- 6月25日、「社会的なルール違反」により、以降6月中の大会を欠場[5]。29日に「無期限出場停止」の処分が団体より発表された[6]。
- 12月18日、新宿大会で復帰。しかし2試合ほど出場後に再び長期欠場。

2017年
- 7月31日、団体から引退が発表される。

2019年
- Marvelousのプロテストを受け合格する。
- 9月9日、リングネームを響に改め新木場大会にて再デビュー。

2020年
- 11月21日、プロレスリングwave新宿FACE大会において、DUAL SHOCK WAVE 〜3WAYトーナメント〜にSareeeとのタッグチームスト魂で参戦し、優勝[7]。12月27日、wave後楽園大会で行われるWAVE認定タッグ王座への挑戦が決定[8]。

2021年
- 1月18日、10日新宿での仙女との勝ち抜き対抗戦にて、マーベラスの大将に抜擢されるも、副将の星月芽依が大将の橋本千紘を倒したことで試合ができぬまま勝利。次回の対抗戦6人タッグのメンバーにも選出されなかったことに怒りを表した。週プロの本人への電話取材にて団体の寮には帰らず実家に帰省中であることがわかる。そのまま団体との話し合いも解決せず、18日新木場大会は休場とし決定分カードが変更となった。
- 1月26日、新木場1stRING大会にてメインイベントの桃野美桜と神童ミコトの試合に乱入、「つまんねえ！お前らつまんない！」という声とともが拡声器を持ちながら、金髪になって現れた。セコンドの選手たちの制止を払い除けてリング上に足を踏み入れ、Tommyレフェリーが「試合中だぞ！」と注意したにもかかわらず、レフェリーを吹っ飛ばすなど試合の収拾がつかない状況となり、無効試合となってしまう。その後響は拡声器を使って、自身が希望していた渡辺智子とDASH・チサコとの試合が実現しないことや、団体内での扱いに不満を持っていたことを明らかにした。乱入翌日に響は自身のツイッターで謝罪している。
- 1月30日、マーベラスの公式YouTubeチャンネルにて本件について長与とともに謝罪する動画がアップされる。
- 2月12日、新木場大会にて神童ミコト戦で復帰し勝利を納めるも、メインイベント終了後に再び拡声器を手に金髪姿で乱入する。
- 2月26日より金髪に黒いツナギのコスチュームで試合を行なっている。
- 8月31日をもって、Marvelousを退団。センダイガールズに不定期参戦、アンドラス宮城とタッグベルトを獲得。
- 11月29日、タッグタイトル防衛戦での敗戦をもって、プロレス無期限活動休止を発表。
- 12月1日、意気投合した「とと」とユニット「歩道ぎゃんぐ」結成し、「めーこ」としてYouTuber活動を開始した[9]が、翌年5月にユニットを解散[10]。

## タイトル歴
センダイガールズプロレスリング
- 第13代センダイガールズワールドタッグチームチャンピオンシップ（パートナーはアンドラス宮城）

プロレスリングWAVE
- DUAL SHOCK WAVE2020 優勝（パートナーはSareee）
- Catch the WAVE2015 YOUNGブロック優勝

## 入場曲
- 雨あがりの夜空に（忌野清志郎）ワールド女子プロレスディアナ時代
- ガルダハリハラ（株式会社MarvelCompany坂口真樹子）Marvelous以降